# Bridgewater (Nouvelle-Écosse)
Pour les articles homonymes, voir Bridgewater.
Bridgewater est une ville canadienne située dans le comté de Lunenburg en Nouvelle-Écosse au Canada. Elle se situe à la limite navigable de la rivière LaHave. Bridgewater est la ville la plus grande de la rive sud de la Nouvelle-Écosse. Au recensement de 2011, on y a dénombré 8 241 habitants. Bridgewater est une de trois communautés en Nouvelle-Écosse qui a subi une croissance constante de population depuis le recensement de 2001.

## Géographie
Bridgewater est divisée en deux parties par la rivière de LaHave, la majorité de la ville est située sur la rive ouest du LaHave. La ville s'étend dans la vallée de la rivière de LaHave.

Une vue de la rive ouest de la rivière LaHave à mi-chemin entre les deux ponts.

## Histoire
Les premiers Européens présents sont des Français avec Pierre Dugua de Mons qui explora la rivière de La Hève en 1604. La première maison à Bridgewater fut construite autour de 1810.

## Démographie
| 2001  | 2006  | 2011  | 2016  |
| ----- | ----- | ----- | ----- |
| 7 621 | 7 944 | 8 241 | 8 532 |

## Économie
L'employeur principal de la ville et des environs est l'usine de fabrication de pneumatiques Michelin, créée en 1971. La pêche y est aussi importante.

## Personnalités
- John Dunsworth (1946-2017), acteur
- William Howard Feindel (1918-), médecin et chercheur
- Gerald Keddy (1953-), homme politique
- Margaret Isabel Rideout (1923-), femme politique, née à Bridgewater
- Joseph Sherman (1945-2006), poète et écrivain